# Gonichthys cocco
Il pesce lanterna nasuto (Gonichthys cocco) è un pesce abissale della famiglia Myctophidae.

## Distribuzione e habitat
È una specie pelagica di profondità, di giorno si trattiene tra i 300 ed i 600 metri di profondità mentre la notte sale a quote meno elevate. È stato trovato tra la superficie (rarissimamente) ed i 4000 metri.

Vive nel mar Mediterraneo, dove è più comune nel settore orientale, e nell'Oceano Atlantico, nei settori tropicali e temperati caldi.

## Descrizione
Si tratta di uno dei pochi pesci lanterna che si possono riconoscere anche con caratteri diversi dalla disposizione dei fotofori, infatti ha una sagoma caratteristica a causa del peduncolo caudale sottile e lungo, che contrasta con il corpo, che invece è alto e molto compresso lateralmente. L'occhio è grande ed anche la bocca, orizzontale. Il muso sporge con una prominenza appuntita. Le squame sono grandi e ben visibili ma molto caduche. La pinna anale è più lunga della pinna dorsale. I caratteri dei fotofori rivestono una certa importanza anche per accertare la classificazione di questa specie (per la nomenclatura dei fotofori vedi la voce Myctophidae): è presente un unico POL e due Prc, PLO alla base della pinna pettorale, gli AO della serie anteriore sono da 4 ad 8. Esiste il dimorfismo sessuale (nei fotofori), nel maschio sono presenti 7 Gs, nelle femmine 4-6 Gi.

Il colore è grigio acciaio sul dorso ed argentato sul ventre.

Misura al massimo 6 cm.

## Biologia
Nonostante sia una specie che vive a profondità accessibili non si trova quasi mai spiaggiata sulle rive dello Stretto di Messina, come invece fanno moltissimi altri pesci abissali, anche della stessa famiglia. Si nutre di piccoli organismi zooplanctonici.

## Pesca
Del tutto occasionale con reti a strascico. Importanza economica nulla.